# جی‌پی-۵
جی‌پی-۵ (به انگلیسی: JP-5) نوعی سوخت جت است.